# Dni Muzyki Organowej
Dni Muzyki Organowej – międzynarodowy festiwal muzyczny organizowany w Krakowie od 1966 roku.

## Historia
Po raz pierwszy zostały zorganizowane w 1966 roku przez Filharmonię im. Karola Szymanowskiego oraz Państwową Wyższą Szkołę Muzyczną w Krakowie. Inicjatorami byli: Eugenia Umińska pełniąca funkcję rektora Państwowej Wyższej Szkoły Muzycznej w Krakowie oraz dyrektor artystyczny Filharmonii Krakowskiej Henryk Czyż. Festiwal miał uczcić pamięć zmarłego dwa lata wcześniej Bronisława Rutkowskiego.
W latach 2006–2008 zmieniono formę i nazwę na Dni Muzyki Organowo-Klawesynowej. Nie zostały zorganizowane w 2013 roku. Od 2014 roku organizację imprezy przejęła Fundacja Ars Organi im. B. Rutkowskiego we współpracy z Filharmonią Krakowską i Katedrą Organów Akademii Muzycznej.
W grudniu  2024 roku zorganizowano 57 Dni Muzyki Organowej.  